# 橋本愛子
橋本 愛子（はしもと あいこ、1967年（昭和42年）8月11日 - ）は、日本のプロゴルファー。ヴァーナル所属。身長163cm。体重54kg。血液型はO型。
徳島文理大学短期大学部卒業。徳島県鳴門市出身。

## 経歴
徳島県鳴門市出身。徳島文理大学短期大学部卒業。10歳のときからゴルフを始め、徳島文理大学短期大学部在学中の1986年（昭和61年）に日本女子アマチュアゴルフ選手権競技で優勝。
1987年（昭和62年）の日本学生ゴルフ選手権競技で優勝する。

## 主な戦歴
| 年月   | 大会                                        | 順位 |
| ------ | ------------------------------------------- | ---- |
| 1994年 | エス・シー・レディスプロゴルフトーナメント  | 2位  |
| 1994年 | ミズノレディースゴルフトーナメント          | 2位  |
| 1994年 | JLPGA明治乳業カップ年度最優秀女子プロ決定戦 | 2位  |
| 1994年 | 三菱電機レディスゴルフトーナメント          | 2位  |
| 1995年 | 三菱電機レディスゴルフトーナメント          | 優勝 |
| 1996年 | ダンロップツインレイクスレディスオープン    | 優勝 |
| 1996年 | リゾートトラストレディス                    | 優勝 |
| 1996年 | 那須小川レディスプロゴルフトーナメント      | 2位  |
| 1996年 | 雪印レディース東海クラシック                | 2位  |
| 2000年 | フジサンケイレディスクラシック              | 2位  |
| 2000年 | ヴァーナル・RKBカップ                       | 優勝 |
| 2000年 | 日本女子オープンゴルフ選手権競技            | 56位 |
| 2001年 | 日本女子オープンゴルフ選手権競技            | 20位 |